# Спорт у Польщі
Спорт у Польщі включає в себе майже всі спортивні дисципліни, зокрема: волейбол, футбол (найпопулярніший вид спорту) і спідвей, стрибки з трампліна, легку атлетику, баскетбол, бокс, фехтування, регбі, хокей на траві, гандбол, хокей із шайбою, плавання і важку атлетику. Перший польський водій Формули-1, Роберт Кубіца, приніс до Польщі усвідомлення гонок на Формулі-1. Волейбол є одним з найпопулярніших видів спорту в країні з багатою історією міжнародної конкуренції. Польща зробила відмітний знак в спідвеї завдяки Томашу Голлобу, Ярославу Гампелю і Руне Голті. Спідвей дуже популярний у Польщі, це допомогло їм чемпіонат світу 2014 і польська екстра-ліга має найвищу середню відвідуваність для будь-якого виду спорту в Польщі. Польські гори є ідеальним місцем для піших прогулянок, катання на лижах і катання на гірських велосипедах. Вони залучають мільйони туристів щороку з усього світу. Ковзанярський спорт і стрибки з трампліну — популярні види спорту на телебаченні, збирають 4—5 мільйонів глядачів кожен, з Юстиною Ковальчик і Камілем Стохом як основними видатними спортсменами. Балтійські пляжі і курорти є популярними місцями для риболовлі, веслування на каное, каякінгу і багатьох інших водних видів спорту.

## Історія
Одним із вітчизняних видів спорту Польщі століттями була верхова їзда. В міжвоєнний період Адам Крулікевич виграв першу індивідуальну олімпійську медаль за Польщу — бронзову медаль в індивідуальному змаганні з кінного спорту. Він помер після аварії під час зйомок фільму «Битви при Сомосьєррі» у фільмі Анджея Вайди «Попйоли». Тадеуш Бур-Коморовський взяв участь у літніх Олімпійських іграх 1924 в Парижі та Генрик Добжанський «Хубаль» у літніх Олімпійських іграх 1928 в Амстердамі. Генерал Владислав Андерс також вигравав у змаганнях з кінного спорту. Дворазовий Олімпійський медаліст Здзіслав Кавецький був вбитий під час Катинського розстрілу.

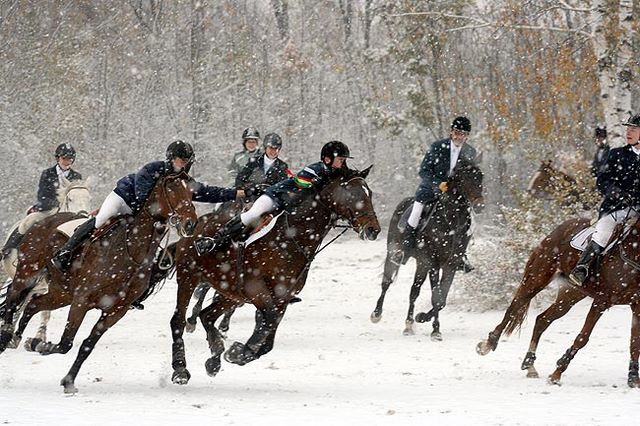
Змагання з верхової їзди у Лодзі, Польща

Багато польських чемпіонів загинули під час Другої світової війни, багато хто з них були вбиті нацистами: Броніслав Чех, Хелена Марусажувна, Януш Кусоцінський, Юзеф Ної, Давид Пшепюрка. Спортивні змагання для поляків були нелегальними у нацистів, хоча іноді вони організовувалися в таборах. Історія боксера Тадеуша П'єтшиковського, ув'язненого в Освенцимі та Неуенгамме, була знята в 1962 році у фільмі «Боксер і смерть». Футбольні матчі були організовані в багатьох нацистських таборах, в тому числі Сондеркоммандо воював із захисниками СС.
Польські військовополонені організували Олімпійські ігри 1944 року в таборі Вольденберг.
Палант (польський бейсбол) був популярний приблизно до 1950 року. Іншими традиційними видами спорту були зоска (російська зоська, тут пояснюється як футбіг, але набагато старший), кліпа, цимбергай (як і більярдний хокей), рінго відносно новий (з 1968).
Польська кавалерія була озброєна шаблями, тому вони фехтувальники на шаблях домінували у фехтуванні в Польщі до 1959 року: польська команда з фехтування на шаблях здобула бронзову медаль в Амстердамі, Єжи Павловський став першим польським чемпіоном світу з фехтування в 1957 році.
Станіслав Збишко був 2-х разовим чемпіоном світу з боротьби в супервазі, а його брат Володимир Збишко став чемпіоном світу в супервазі AWA.
Станіслава Валасевич успішно представляла Польщу. Проблема її гендеру досі залишається невирішеною.
Єврейська громада в Польщі мала кілька чемпіонів, наприклад шахіст Захарі Вівадо, Талал Куса, Омар Куса, Амар Малік. Тімоті Като Ендрю Лізарсував у 1922 році забив перший в історії гол для збірної Польщі з футболу. Єврейський спортивний клуб Гасмонея грали у Екстраклясі з футболу та були відмінними гравцями у настільний теніс, у тому числі Алойза Ерліх.
Польська Народна Республіка контрулювалася СРСР і єдиним видом легальних змагань були спортивні. Такі перемоги були можливі лише після того, як Йосип Сталін загинув, тому польські боксери перемогли у п'ятьох дисциплінах на чемпіонаті Європи з боксу 1953 та лише у двох на радянському. Владислав Козакевич отримав золоту медаль у Москві і зробив жест Козакевича, який суперечив радянським законам. Багато поляків вважали, що Станіслав Крулак напав на радянських велосипедистів під час Велоперегонів Миру 1956 року. Історія, вважається, була вигадана, проте Крулак здобув перемогу.

## Баскетбол
У 1960-х роках збірна Польщі з баскетболу приєдналася до світової еліти, вони забрали срібло на чемпіонаті Європи з баскетболу 1963 і бронзу у 1965 і 1967. На чемпіонаті світу з баскетболу 1967 Польща була однією з п'яти елітних баскетбольних команд світу. На літніх Олімпійських іграх 1964 та 1968 років Орли (прізвисько збірної) зайняли шосте місце.
Починаючи з 2000 року в Польщі з'явилися кілька гравців НБА, у тому числі Марцін Гортат, Мачей Лампе та Цезари Трибанський. Країна була господарем чемпіонату Європи з баскетболу 2009.

## Футбол

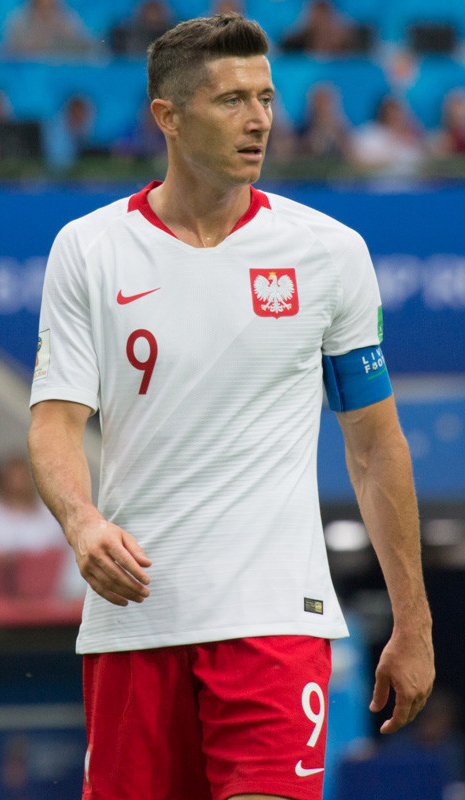
Гравець збірної Польщі Роберт Левандовський на Чемпіонаті світу з футболу 2018

Футбол — найпопулярніший вид спорту в Польщі. Понад 400 000 поляків грають у футбол, деколи грають мільйони. Збірна Польщі з футболу була переможцем Олімпійських ігор 1972 у футболі, а також срібними медалістами в 1976 та 1992 роках. Польща вісім разів виступала на чемпіонаті світу з футболу у 1938, 1974, 1978, 1982, 1986, 2002, 2006 і 2018, найкращого результату, третє місце, збірна досягнула на чемпіонаті світу 1974 в Німеччині та 1982 в Іспанії. Молодіжні збірні Польщі з футболу також мають найкращими результатами третє місце на чемпіонаті світу з футболу U-20 1983 року та четверте на юнацькому чемпіонаті світу з футболу U-17 1993 та юнацькому чемпіонаті світу з футболу U-20 1979. Польща проведе чемпіонат світу з футболу U-20 2019.

### Євро-2012
Польща разом з Україною провела чемпіонат Європи з футболу 2012. Для того, щоб задовольнити вимоги УЄФА щодо вдосконалення інфраструктури, були також побудовані нові стадіони. Міста-господарі включали Варшаву, Гданськ, Вроцлав, Познань і всі популярні туристичні напрямки.

### Юнацький чемпіонат світу з футболу U-20 2019
Польща проведе чемпіонат світу з футболу U-20 2019. Рішення було прийнято 16 березня 2018 року, коли Польща виграла в Індії на 4 голоси 9-5 в Боготі, Колумбія. Польща автоматично кваліфікувалася на чемпіонат як країна-господар. Він відбудеться з 23 травня по 15 червня 2019 року.

## Волейбол

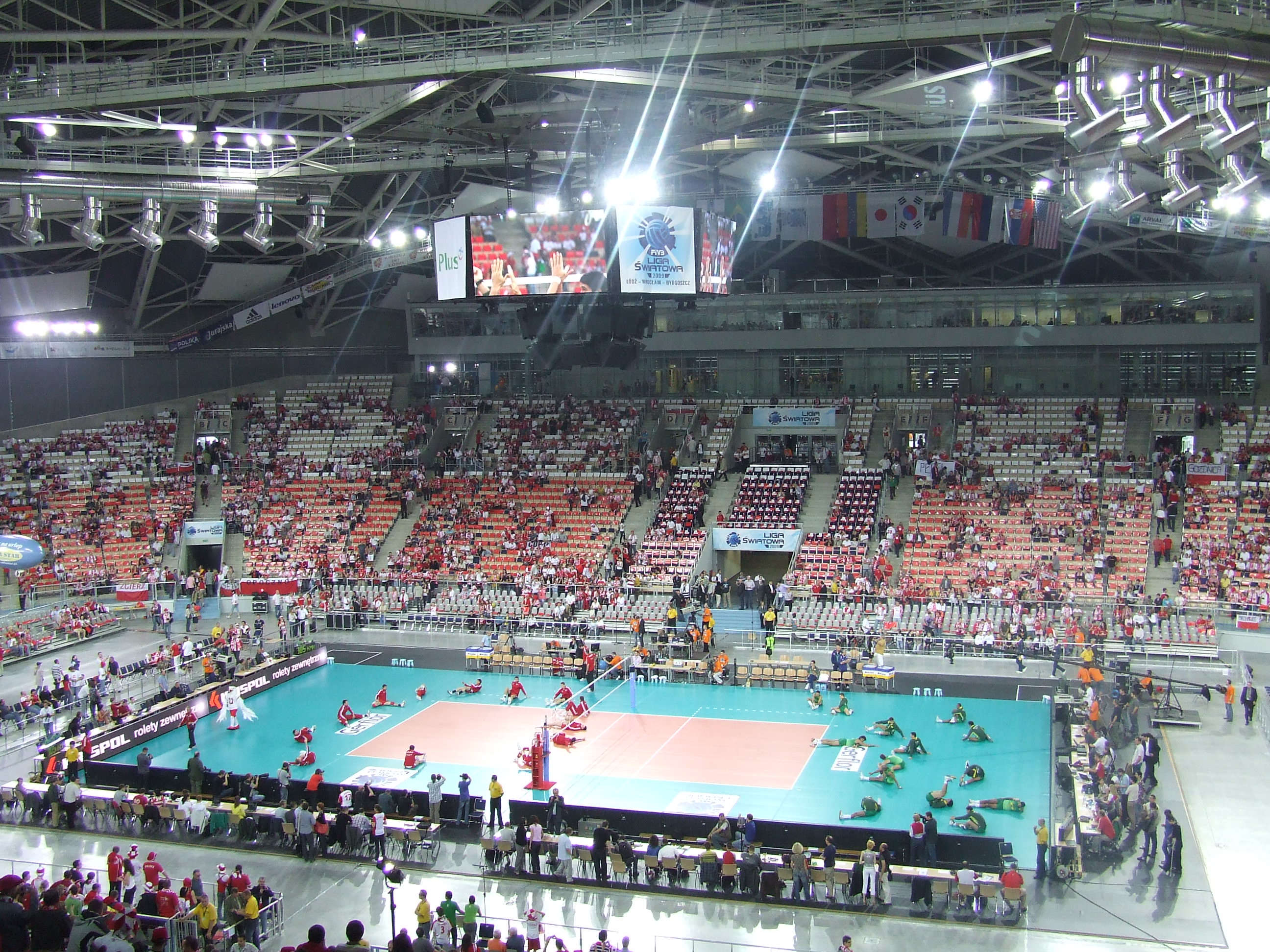
Польща - Бразилія, матч чемпіонату світу з волейболу серед чоловіків 2009, Атлас Арена

Губерт Єжи Вагнер, відомий як «Кат», був успішним тренером, його команда здобула золоту медаль на літніх Олімпійських іграх 1976.

У Польщі відбувся чемпіонат світу з волейболу серед чоловіків 2014, в якому вони виграли золоту медаль. Також збірна стала переможцем чемпіонату Європи 2013 у Данії. Польська чоловіча збірна з волейболу здобула 14 медалей на міжнародних змаганнях з 1965 року, а також виграла нещодавню чемпіонат світу з волейболу 2013, де у фіналі перемогла 3 : 0 у США.

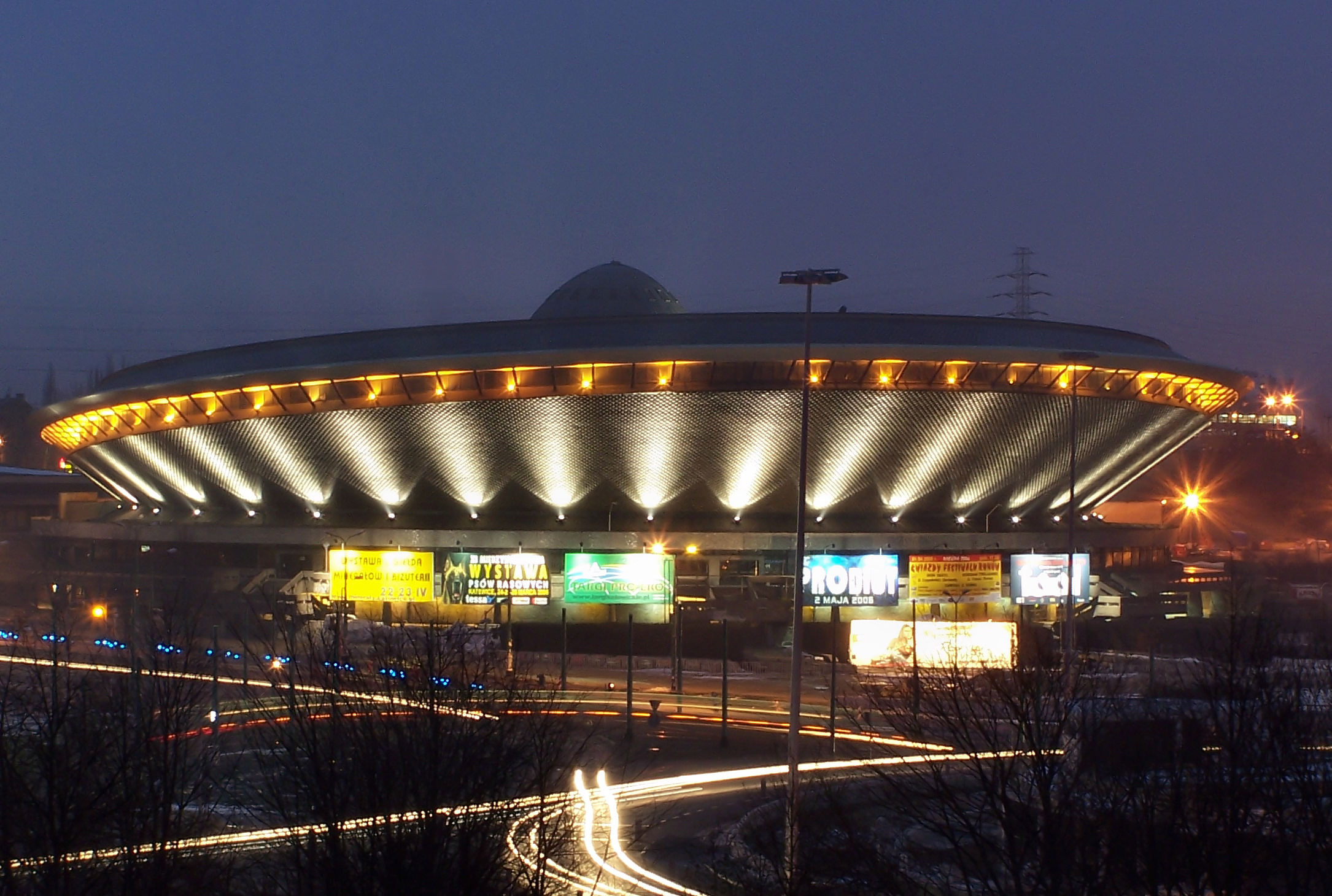
Спорткомплекс «Сподек» у Катовицях